# Bashforth
Bashforth — вільний інтерпретатор мови програмування Forth, що писаний скриптовою мовою Bash. Потребує GNU Bash версії v2.04 чи вище. Через своє скриптове єство, Bashforth повільно виконується, але не потребує встановлення, що зручно для тих, хто хоче спробувати мову Forth.
Ще однією альтернативою, яка не потребує встановлення є JSforth, інтерпретатор Forth'у писаний мовою JavaScript.

## Виноски
1. ↑  Forthfreak.net. Архів оригіналу за 10 листопада 2014. Процитовано 6 листопада 2014. [Архівовано 2014-11-10 у Wayback Machine.]